# Akram Szihajeb
Akram Husejn Szihajeb, Akram Chehayeb (ur. 17 października 1947 w Alajh) – polityk libański, druz, członek Socjalistycznej Partii Postępu. Od 1991 r. jest deputowanym libańskiego parlamentu z okręgu Alajh. Był ministrem środowiska w rządzie Rafikaa Haririego oraz kierował ministerstwem ds. uchodźców w gabinecie Fuada Siniory.